# Mercedes-Benz Welt

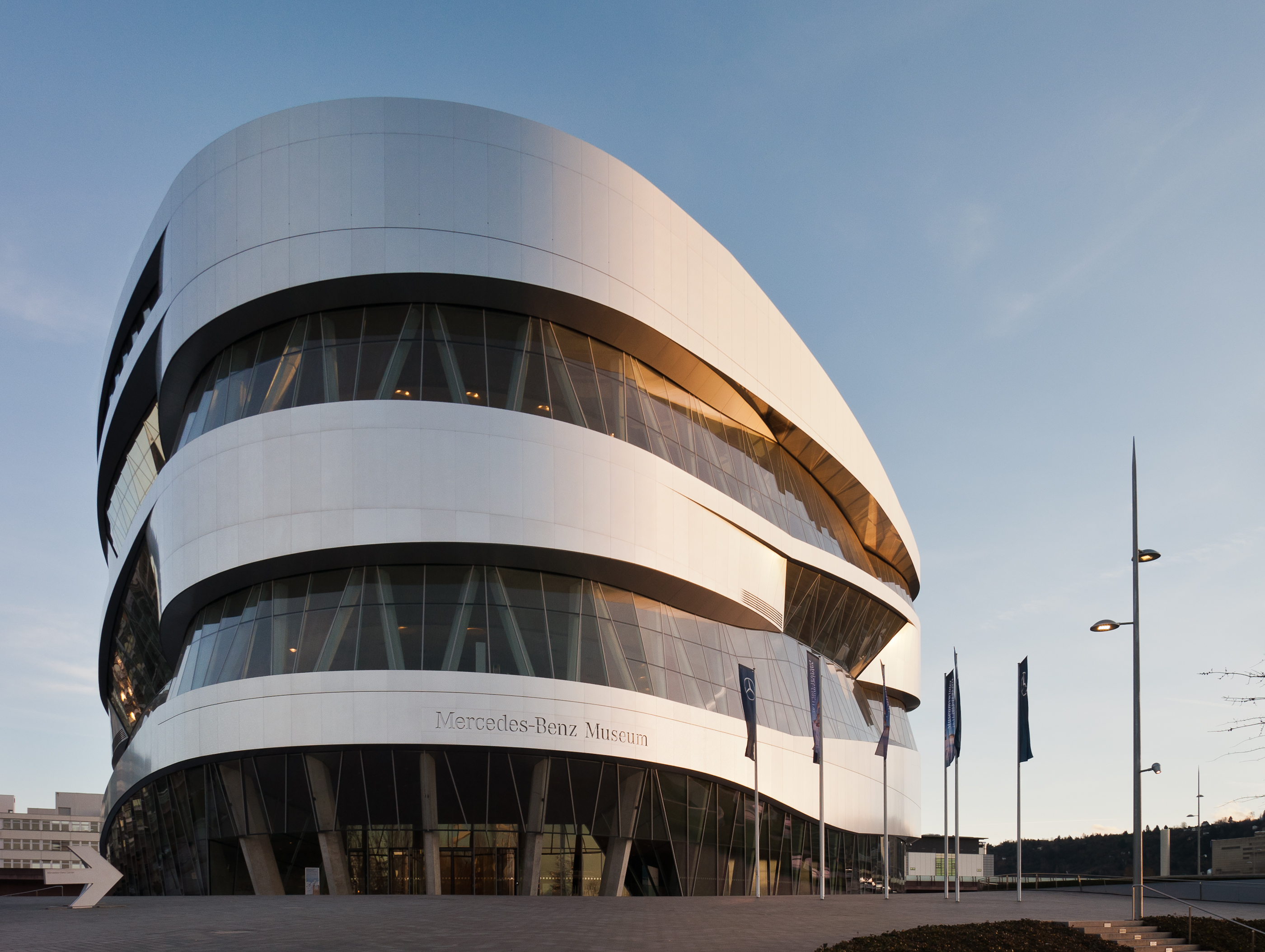
Außenansicht des Mercedes-Benz-Museums

Die Mercedes-Benz Welt ist ein Kundenzentrum des Unternehmens Mercedes-Benz Group in Stuttgart-Bad Cannstatt. Es wurde am 19. Mai 2006 eröffnet und besteht aus dem neuen Mercedes-Benz Museum und dem Mercedes-Benz Center. Das Areal liegt direkt vor dem Haupttor des Mercedes-Benz-Werks Untertürkheim an der B 14 auf einem künstlich aufgeschütteten Hügel gegenüber der MHPArena im Neckarpark. Das Museum ist das mit Abstand meistbesuchte in Stuttgart; bis April 2018 besuchten es mehr als neun Millionen Menschen aus über 190 Nationen.

## Mercedes-Benz Museum

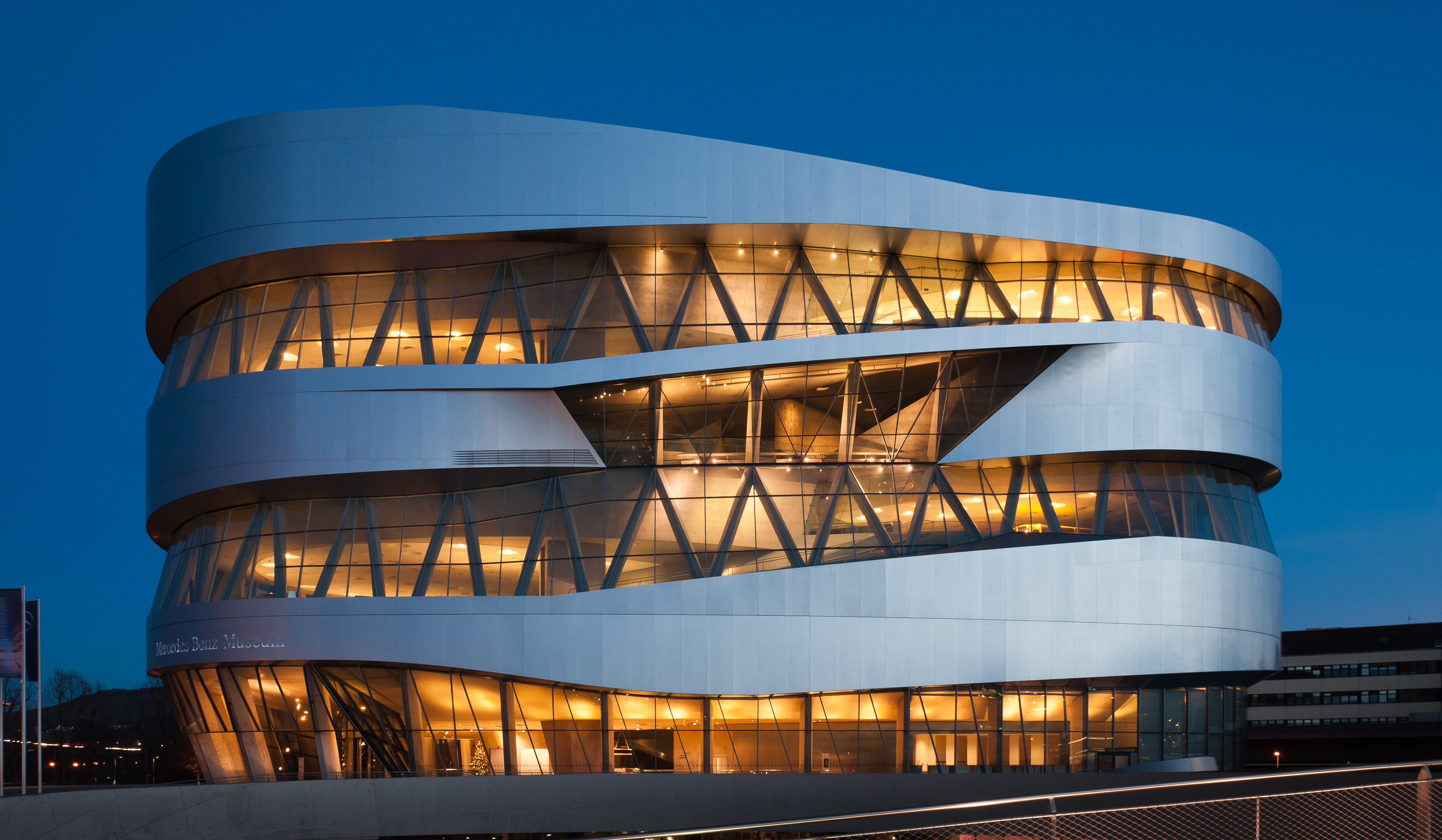
Mercedes-Benz-Museum von Ben van Berkel. Ansicht von der Freiluftarena her

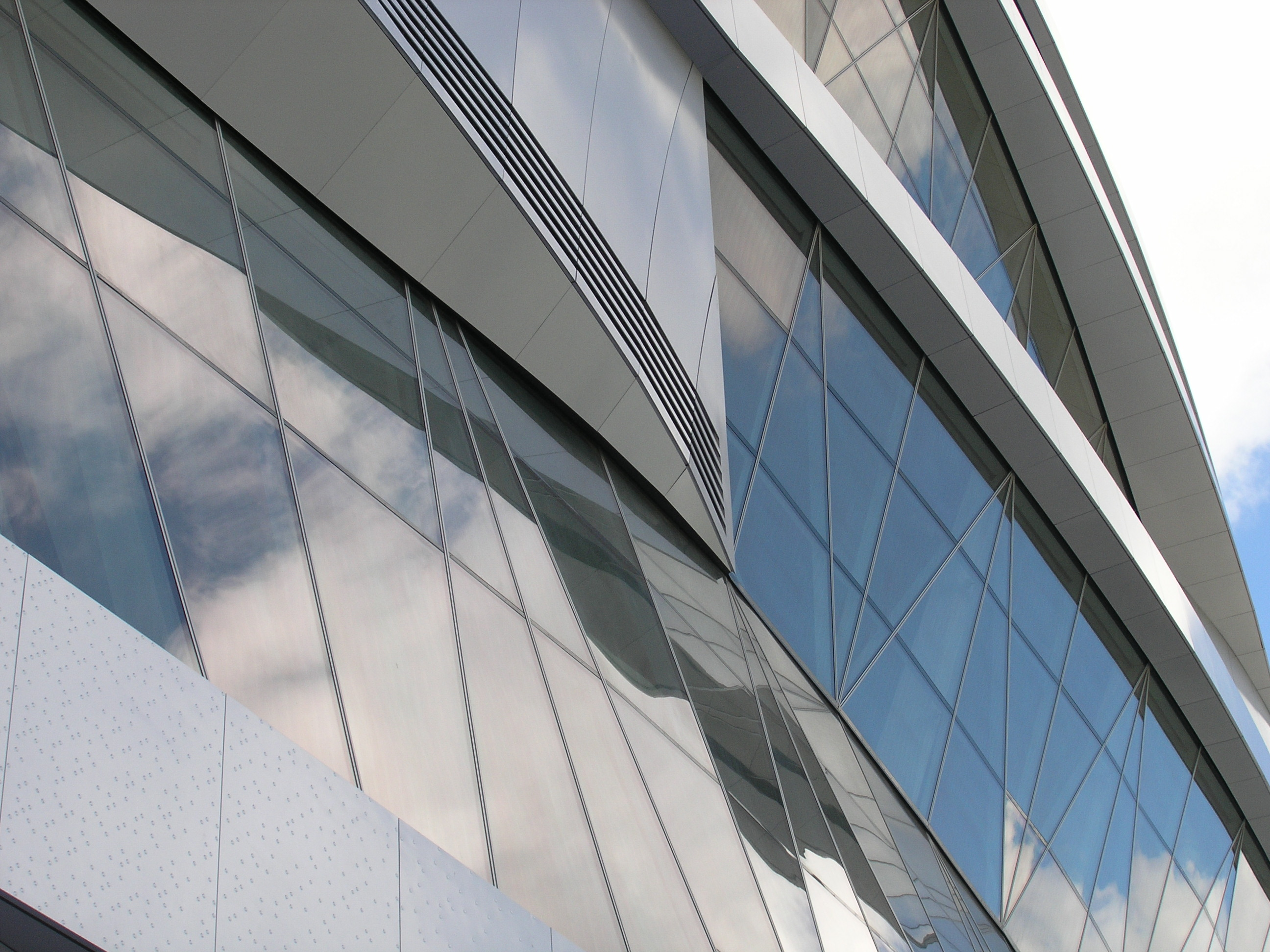
Glasfassade des Mercedes-Benz-Museums

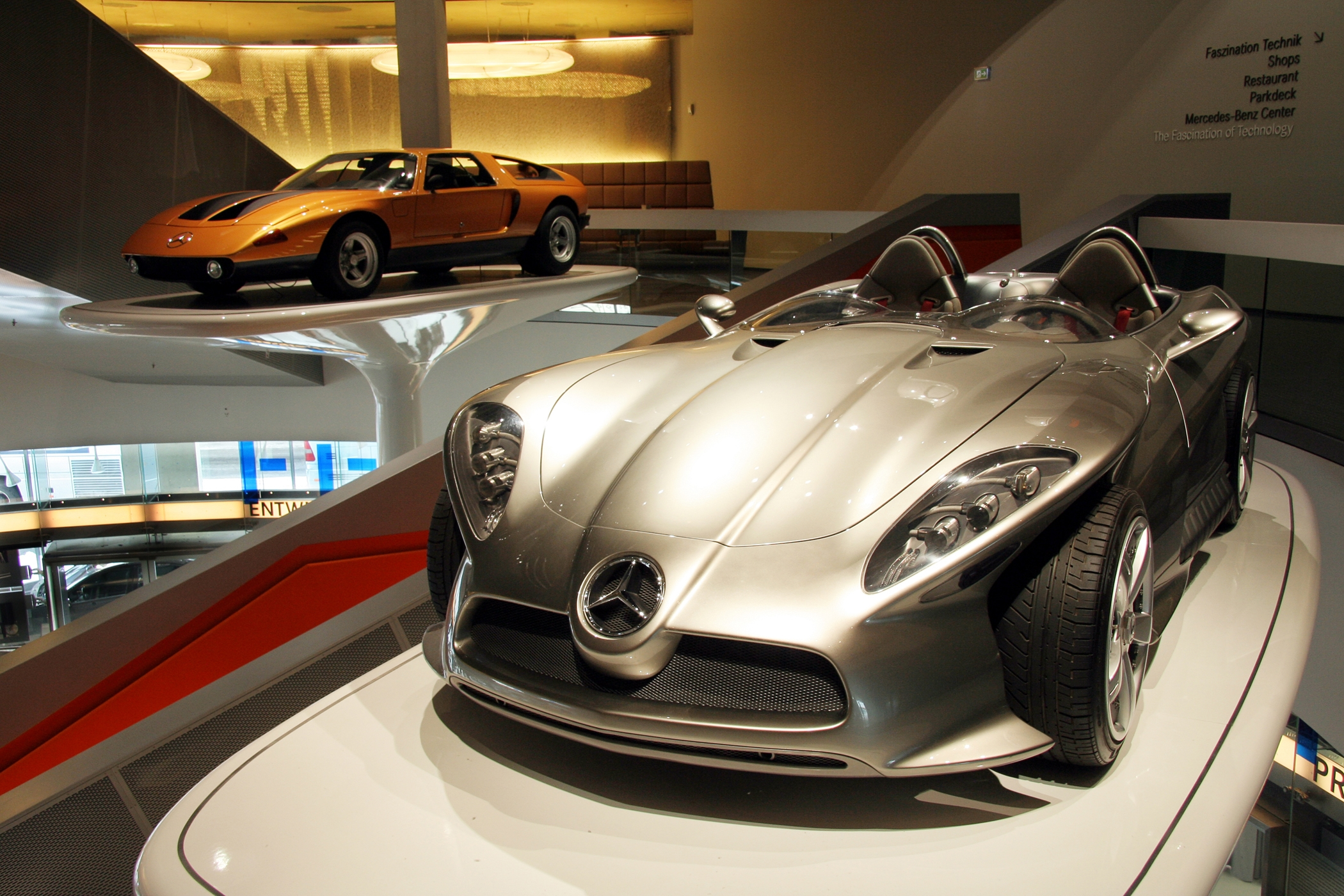
Prototypen im Museum

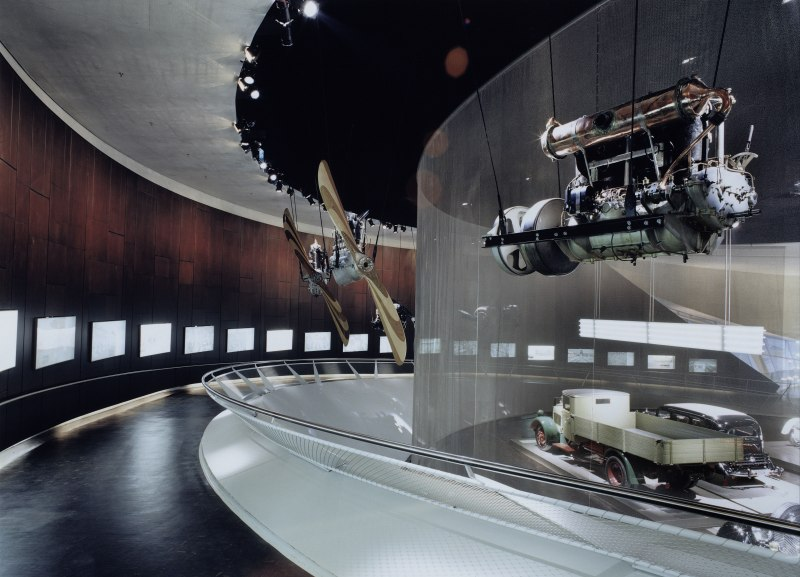
Motoren und Propeller

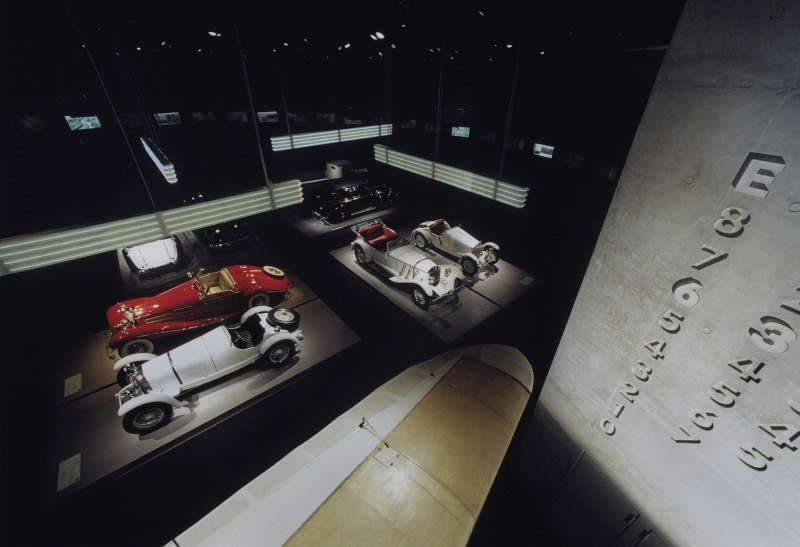
Mythosraum 3: Umbrüche – Diesel und Kompressor, 1914 bis 1945

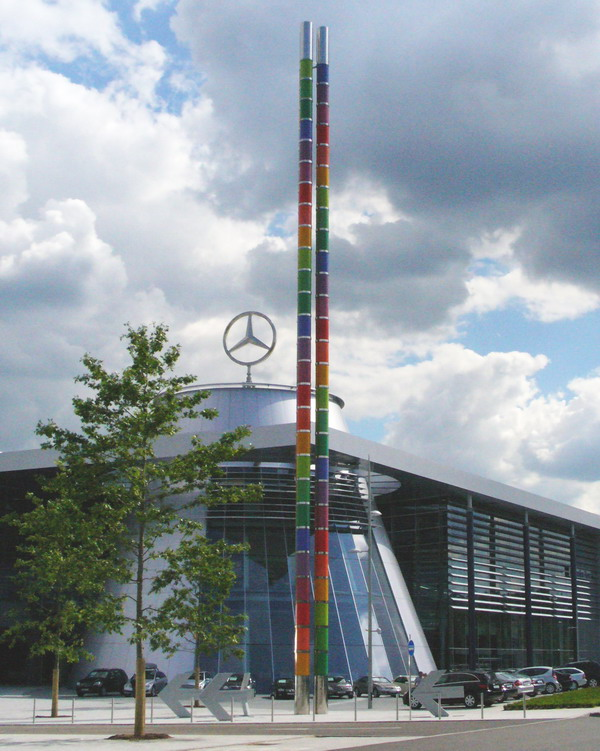
Kunst vor dem Mercedes-Benz Center – Max Bill: bildsäulen-dreiergruppe (1989)

Das Mercedes-Benz Museum befand sich bis zum 18. März 2006 auf dem Gelände des Mercedes-Benz-Werkes Untertürkheim und wurde im Mai 2006 in der Mercedes-Benz-Welt wiedereröffnet. Das Museum nimmt etwa 3.500 m² Grundfläche ein und bietet über neun Geschosse verteilt rund 17.000 m² Ausstellungsfläche. Das Gebäude ist 47½ m hoch und hat einen umbauten Raum von 210.000 m³. Neben dem Haupteingang befindet sich eine Open-Air-Arena für 900 Zuschauer.

### Architektur
Das Museumsgebäude wurde vom niederländischen Architekten Ben van Berkel und seinem Architekturbüro UNStudio entworfen. Der Grundriss hat die Form eines abgerundeten Reuleaux-Dreiecks mit einheitlicher Breite von 80 m. Der Innenhof wird kongruent zur äußeren Form des Gebäudes durch ein Atrium gebildet. Um das Atrium winden sich zwei schräge Ebenen in einer an die Doppelhelix der DNA angelehnten Form (Trefoil) von oben nach unten. Die dadurch entstehenden zwei Rundgänge beginnen oben und winden sich über insgesamt neun Ebenen zum Ausgang. Vom Entwurf bis zur Realisierung bildete die Grundlage der Planung ein dreidimensionales Datenmodell, das im Verlauf der Bauzeit 50 Überarbeitungen erfuhr und insgesamt 35.000 Werkpläne generierte. 33 m weite, stützenlose Räume, die die Last von zehn Lastwagen zu tragen imstande sind, gehören ebenso zu den architektonischen Besonderheiten wie die zweifach gekrümmten tragenden Bauteile: sogenannte Twists, die in dieser Form und Größe erstmals angewendet wurden. In den Fensterbändern sind 1800 dreieckige Scheiben verbaut, von denen keine der anderen gleicht.
Das Konzept für den musealen Ausbau wurde vom Stuttgarter Büro HG Merz entwickelt. Auf ihrem Weg durch das Museum erleben die Besucher eine Zeitreise durch mehr als 130 Jahre Automobilgeschichte.
Von der obersten Ebene aus führen zwei Wege in weiten Kurven durch die umfangreiche Sammlung. Der Mythosrundgang folgt chronologisch der Geschichte der Marke von der Erfindung des Automobils bis heute. Auf dem zweiten Rundgang setzen fünf Sammlungssäle zeitübergreifende Schwerpunkte. Jederzeit kann der Besucher zwischen den verschiedenen Sphären wechseln. Erstmals präsentiert dabei das Museum nun auch die mehr als 100-jährige Nutzfahrzeuggeschichte des Unternehmens. Beide Rundgänge enden in der Steilkurve des Raums „Silberpfeile – Rennen und Rekorde“. Von dort aus führt der Weg durch die „Faszination Technik“ weiter zur neuen Mercedes-Benz Niederlassung.
Die chronologisch orientierten Mythosräume erzählen die Geschichte der Marke Mercedes-Benz und gliedern sie in Themen und Epochen.
- Mythos 1: Pioniere – Die Erfindung des Automobils, 1886 bis 1900
- Mythos 2: Mercedes – Die Geburt der Marke, 1900 bis 1914
- Mythos 3: Umbrüche – Diesel und Kompressor, 1914 bis 1945
- Mythos 4: Wunderjahre – Form und Vielfalt, 1945 bis 1960
- Mythos 5: Vordenker – Sicherheit und Umwelt, 1960 bis 1982
- Mythos 6: Aufbruch – der Weg zur emissionsfreien Mobilität, 1982 bis heute
- Mythos 7: Silberpfeile – Rennen und Rekorde

Die Collectionsräume zeigen thematisch geordnet die Fahrzeuge der Marke. Hier entdeckt man Exponate wie einen Linienbus Mercedes-Benz O 305, den berühmten „Tausendfüßler“ – den Schwerlastwagen LP 333, ein Feuerwehrfahrzeug LF 3500 mit Drehleiter oder das Papamobil von Papst Johannes Paul II. Die Räume bieten über große Fassaden einen weiten Blick über Stuttgart und das nähere Umland.
- Collection 1: Galerie der Reisen
- Collection 2: Galerie der Lasten
- Collection 3: Galerie der Helfer
- Collection 4: Galerie der Namen
- Collection 5: Galerie der Helden

Eine Sonderrolle kommt der Faszination Technik auf der untersten Ebene zu. Sie ist nicht Teil des Rundgangs, sondern ist als in sich geschlossene Ausstellung frei zugänglich. Mit Hilfe einer aufwendigen Inszenierung ermöglicht sie einen Blick in den Arbeitsalltag der Daimler-Entwickler und -Ingenieure und damit auch einen Ausblick in die Zukunft des Automobils.
Ein Café, ein Restaurant und verschiedene Shops runden das Angebot für den Besucher ab. Die direkte Verknüpfung mit dem Showroom der Niederlassung gewährleistet die nahtlose Fortführung des Mythos Mercedes von den Oldtimern zu den aktuellen Produkten.

### Geschichte
Seit 1923 besitzt das Unternehmen eine Fahrzeugsammlung. Zum 50-jährigen Unternehmensjubiläum richtete die Daimler-Benz AG 1936 im Werk Untertürkheim das erste Museum ein, das seitdem mehrmals erweitert wurde. Gezeigt wurden 1938 laut dem „Führer durch das Untertürkheimer Museum der Daimler-Benz AG“ achtzehn Fahrzeuge der Daimler-Motoren-Gesellschaft, neun Wagen von Benz sowie sechs Automobile von Mercedes-Benz. Dazu kamen neunzehn Motoren (Startmotoren, Automobil-, Flugzeug- und Bootsmotoren), drei Schienenfahrzeuge, eine Nachbildung des Reitwagens sowie das Daimler-Motorboot „Marie“ von 1888. 1949 kamen neue Themen dazu. So ging der Bestand der Rennabteilung mit Fahrzeugen, Unterlagen und anderem Material an die historische Sammlung über. In den nächsten Jahren wuchs die Sammlung kontinuierlich und der Besucherstrom stieg stetig an.
1955 begann die Planung für ein neues, großes Daimler-Benz-Museum als eigenständiges Gebäude auf dem Gelände des Werks Untertürkheim. Baubeginn war 1958 mitten im Werk Untertürkheim. Das von den Architekten Rolf Gutbier und Hans Kammerer geplante neue Daimler-Benz-Museum wurde 1961 zum 75-jährigen Jubiläum der Erfindung des Automobils eröffnet. Vorgegeben war eine Baulücke von 72 m × 46 m. Das Museum musste also in die Höhe wachsen, um genügend Raum zu bieten. So entstand ein Museumsbau mit 42.000 m³ umbautem Raum und rund 3.250 m² Museumsfläche, davon 1.200 m² Ausstellungsfläche. Hinzu kamen 1.000 m² Büros, 700 m² technische Räume und 1.200 m² unterirdische Garagen und Depoträume. Im Erdgeschoss war direkt in der Eingangshalle zusätzlich zur historischen Sammlung nun auch das aktuelle Programm von Mercedes-Benz zu sehen. Angeordnet war die historische Schau chronologisch: Die Erfindung des Automobils und die Vorgeschichte sowie die Fahrzeuge vor 1926 hatten ihren Platz im Erdgeschoss. Fahrzeuge und Fahrgestelle von Mercedes-Benz sowie Motoren für Boote, Schienenfahrzeuge und Flugzeuge waren im ersten Stock zu sehen, die Renngeschichte wurde im zweiten Obergeschoss präsentiert.
Das Daimler-Benz-Museum wurde 1985 geschlossen. Grund war eine umfassende Renovierung, Umbau und die grundlegende Neugestaltung und Erweiterung für das Jubiläum „100 Jahre Automobil“ im Jahr 1986. Das Konzept für die Neugestaltung haben die Architekten Knut Lohrer, Dieter Herrmann und HG Merz entwickelt und umgesetzt. Das 25 Jahre alte Gebäude erhielt eine neue Front mit durchgehender Glasfassade. Durch die Überdachung der Innenhöfe wurde der umbaute Raum des Museums erweitert. Die bisherigen Etagen bekamen so den Charakter von Galerien. Sie wurden durch Rampen und Brücken aus Stahl erweitert, die gleichzeitig als Ausstellungsfläche und zur Erschließung der Sammlung dienten. Die Schaufläche des Museums war auf 5.760 m² gewachsen und bot einen neuen Zugang zur Sammlung. Die Renngeschichte war zu einem großen Teil auf den Rampen installiert, die von einer Etage zur nächsten führten. So wurden die Fahrzeuge des Motorsports zu einem verbindenden Moment, das sich als dynamische Spirale vom Erdgeschoss des Museums bis in den zweiten Stock hinaufschraubte, vom frühesten Daimler-Rennwagen bis zu den aktuellen Wettbewerbsfahrzeugen. Der Besucher wählte entweder einen chronologischen Gang durch die Ausstellung, oder er besuchte je nach Interesse eine Auswahl der 26 thematischen Schwerpunkte.
Technisches Neuland betrat Daimler-Benz 1986 mit der Einführung eines Audio-Informations-Systems, das dem Besucher Informationen zu den einzelnen Exponaten vermittelte. Der jeweilige Text wurde von einem Flash-Speicher abgespielt. Die rund zwei Minuten langen Informationen wurden kontinuierlich über Infrarotsender in einem räumlich eng abgesteckten Bereich ausgegeben. Dem digitalen Ton der „Sound-Stick“ genannten Audio-Guides stehen 1986 auch Filme in den Inszenierungen der Ausstellung gegenüber: So sind alte Motorsportfilme und -dokumentationen für das „Renn-Kino“ bearbeitet worden.
Im Jahr 1989 wurde das Museum in „Mercedes-Benz Museum“ umbenannt. Aufgrund der beengten Platzverhältnisse und der besucherunfreundlichen Lage innerhalb des Werksgeländes entschloss sich das Unternehmen im Jahr 2000, am Rande des Werksgeländes ein neues Museum zu errichten. Den daraufhin ins Leben gerufenen Architekturwettbewerb gewann 2001 Ben van Berkel mit seinem Architekturbüro UNStudio. Das Gebäude wurde am 19. Mai 2006 eröffnet.

### Exponate
Das Museum zeigt historische Fahrzeuge vom ersten Automobil mit Verbrennungsmotor der Welt (Benz Patent-Motorwagen Nummer 1) über die legendären Silberpfeile bis zur Gegenwart der Marke Mercedes-Benz. Zu sehen sind unter anderem Konrad Adenauers letztes Dienstfahrzeug sowie die Wagen der Kaiser Wilhelm II. und Hirohito (Japan).

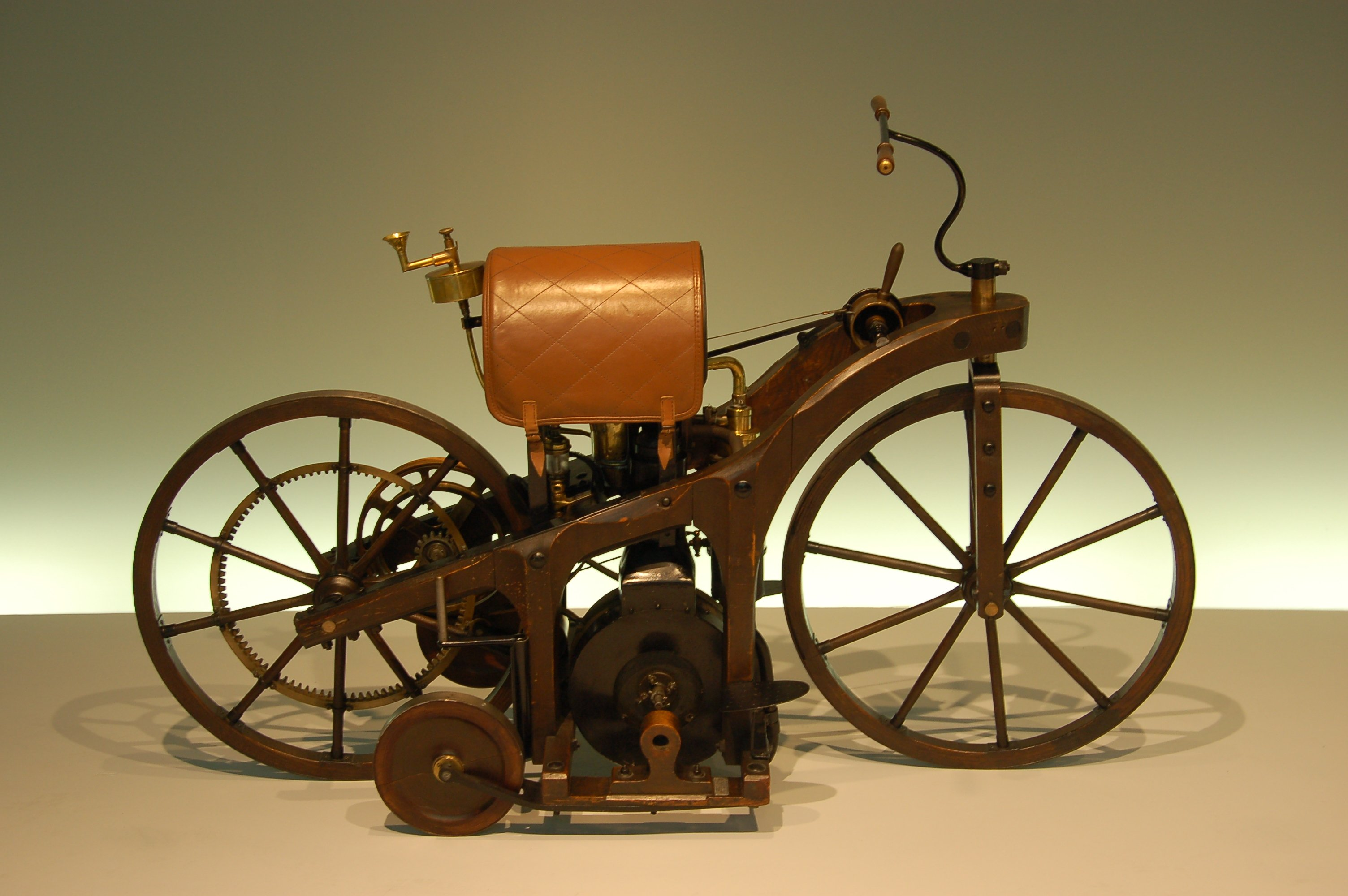
Daimlers Reitwagen von 1885 (Nachbau)
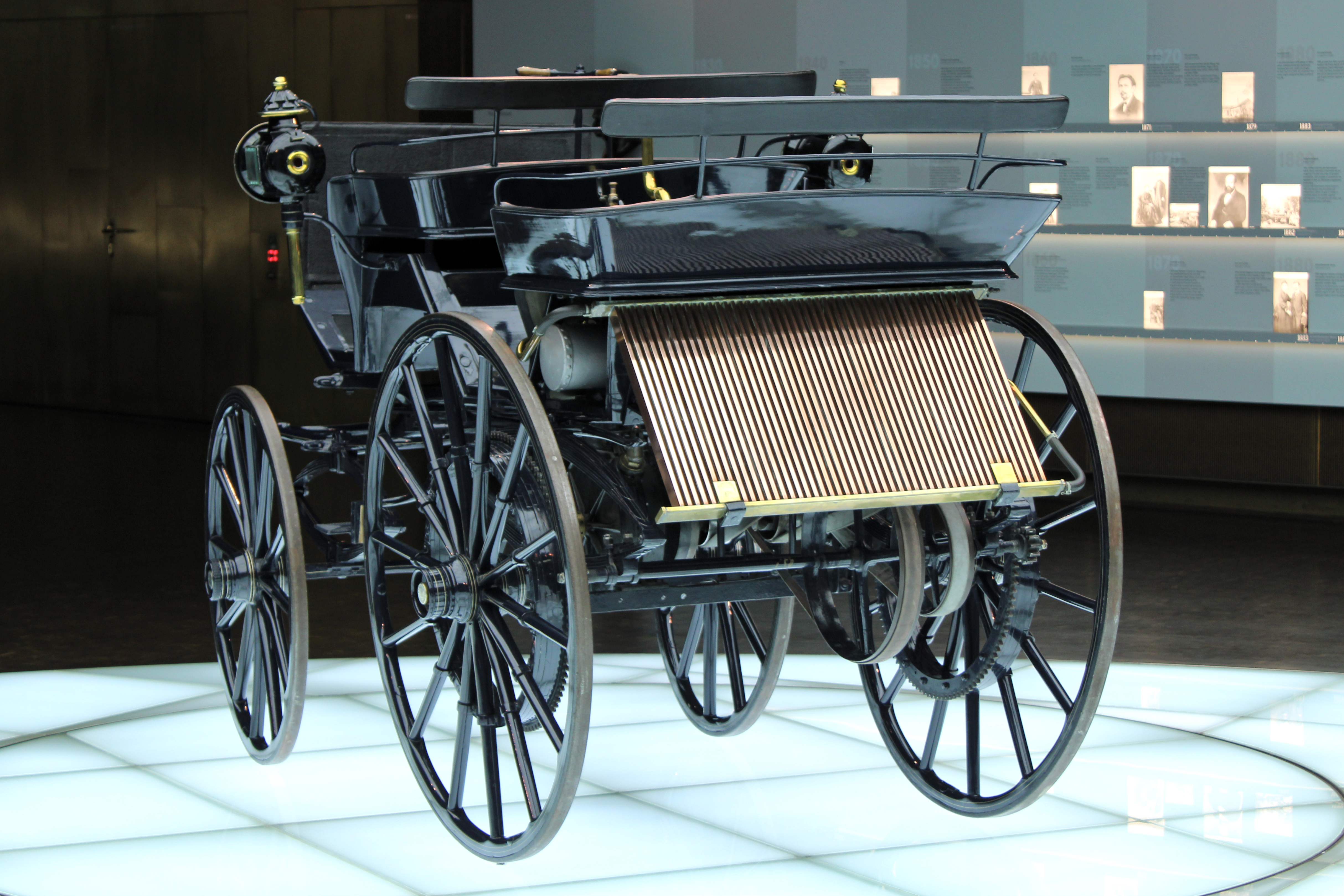
Daimlers Motorkutsche von 1886
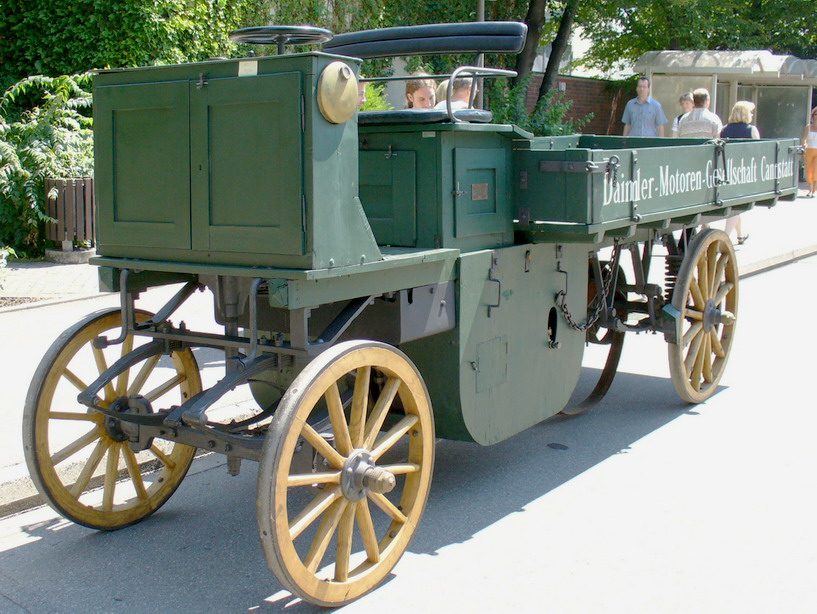
DMG-Lastwagen von 1896
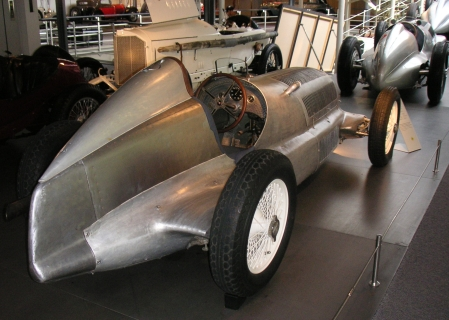
Silberpfeil W 25 von 1934

Im neuen Museum wird auch ein Reisebus O 302 ausgestellt, der so ausgerüstet wurde (mit Klimaanlage, Toilette und spezieller Lackierung), wie der Bus der deutschen Fußballnationalmannschaft bei der Fußball-WM 1974. Er wurde auf der IAA 2005 in Frankfurt am Main vorgestellt. Mercedes-Benz stellte während der WM jeder Nationalmannschaft einen in den Landesfarben lackierten Omnibus zur Verfügung. Die Fußballnationalmannschaft der DDR weigerte sich, ihren Bus anzunehmen, da an diesem Hammer und Zirkel als Nationalsymbole fehlten.

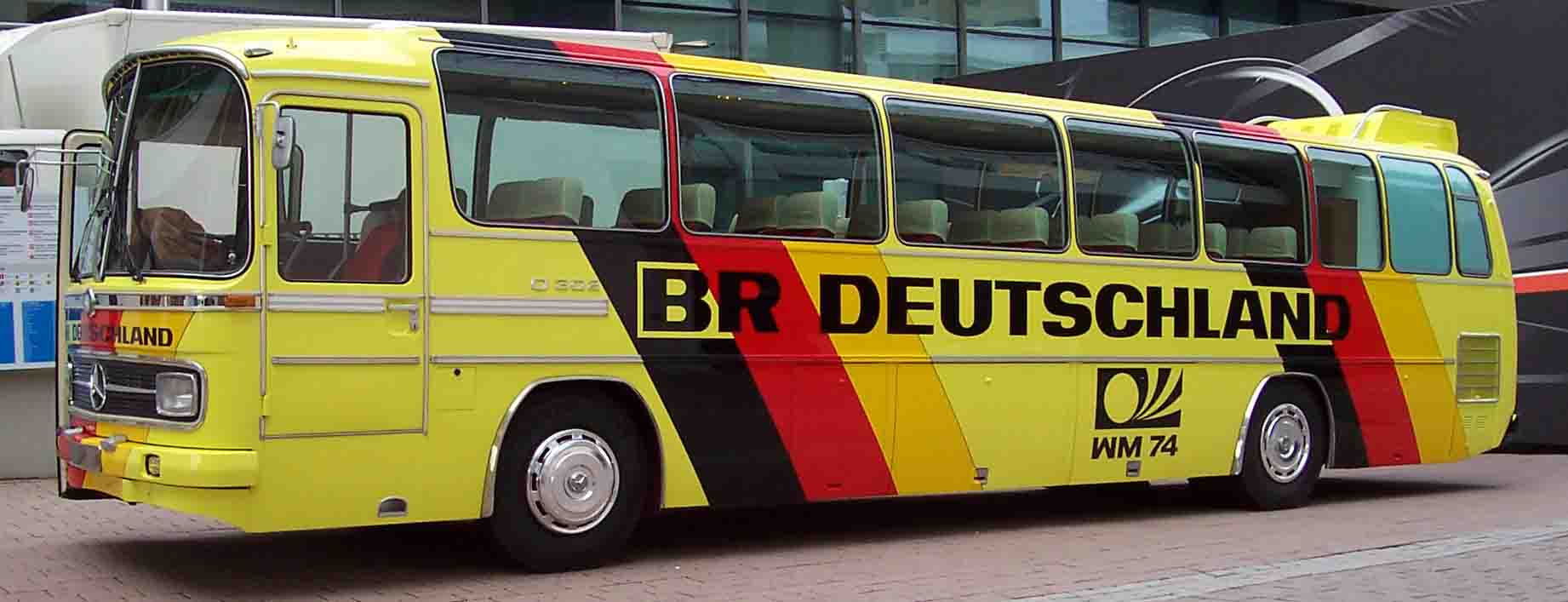
Bus der deutschen Fußballnationalmannschaft für die WM 1974
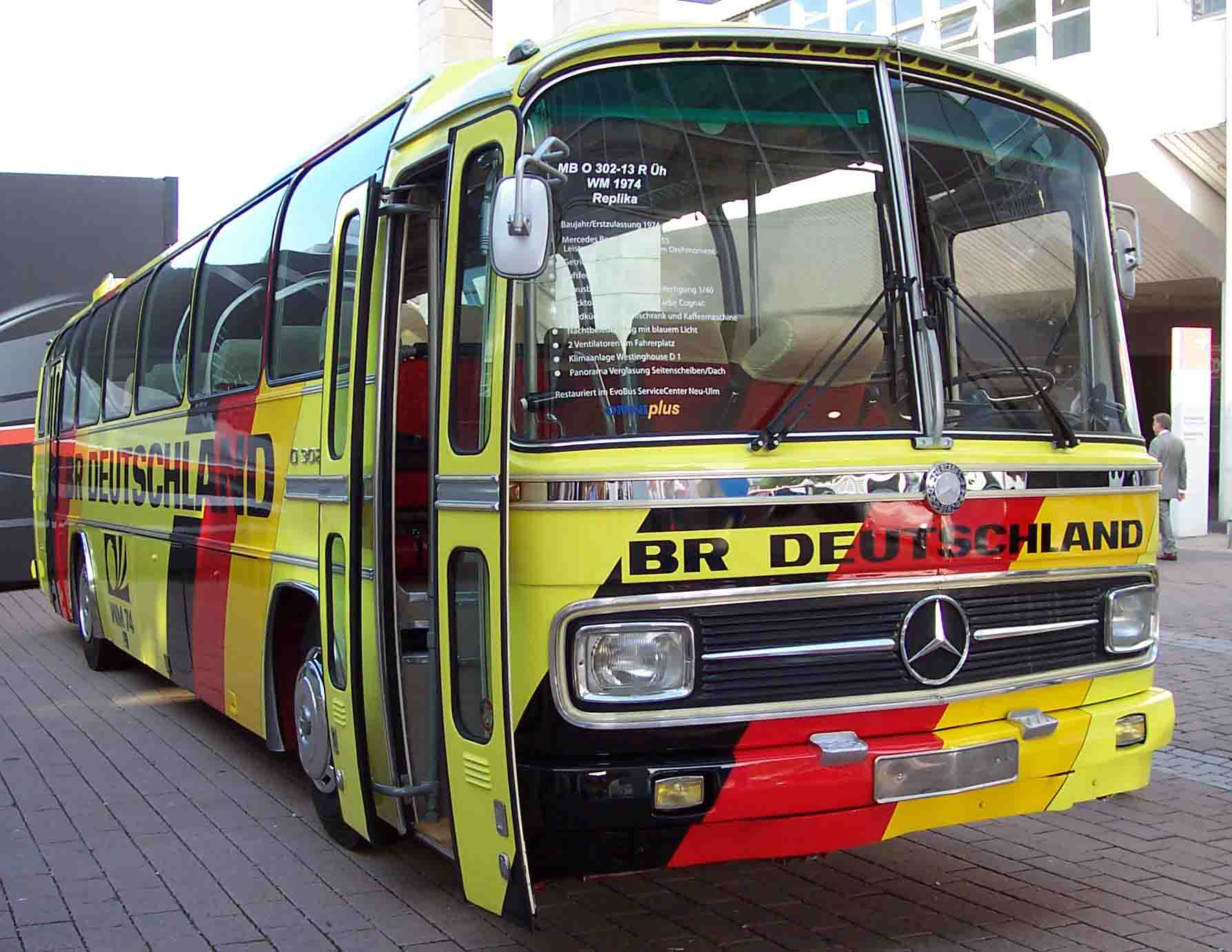
… allerdings nachgerüstet
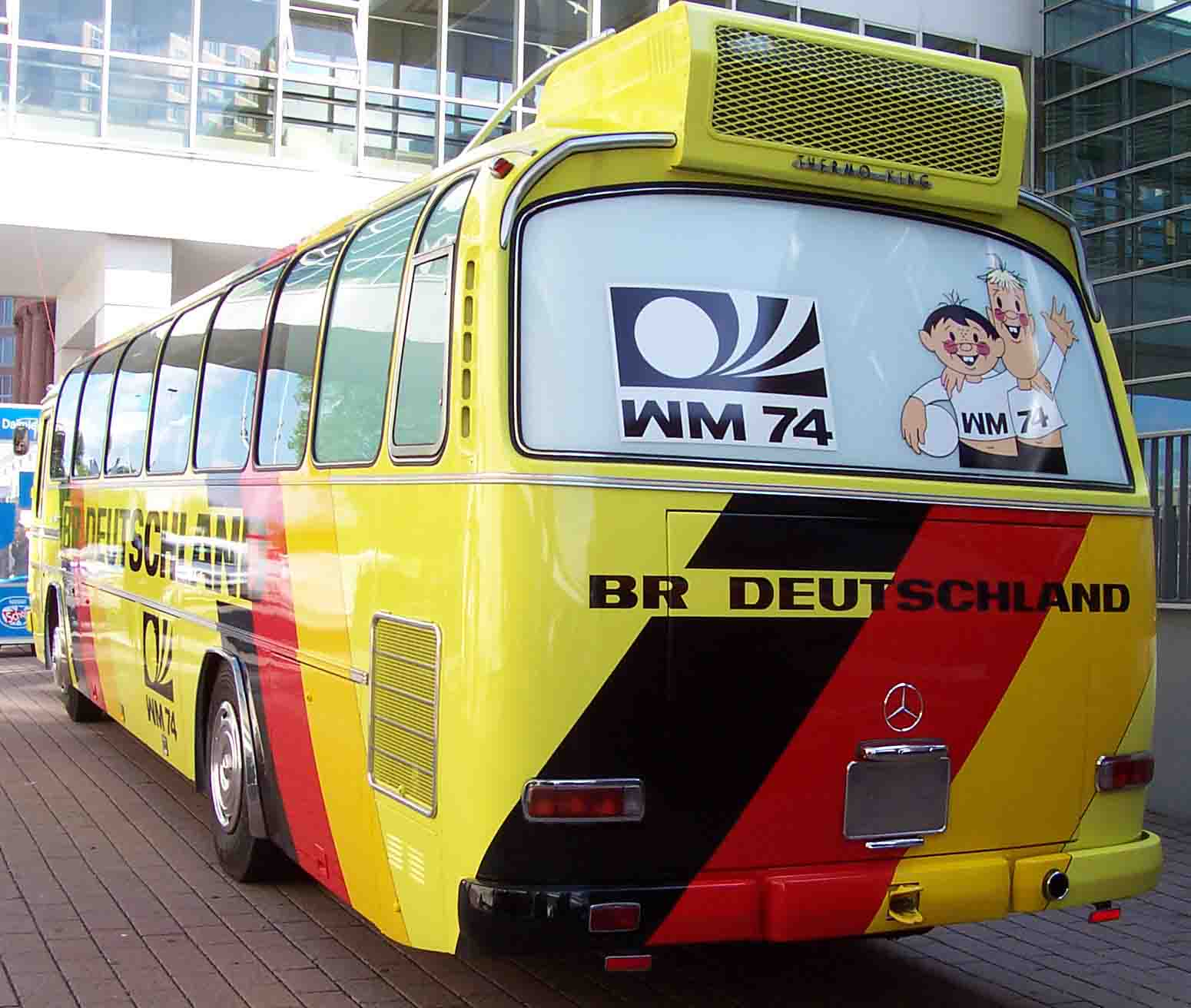
Bus von hinten

### Veranstaltungen
- Bambi-Verleihung 2006 am 30. November 2006
- Präsentation des McLaren MP4-23 am 7. Januar 2008
- Im Januar 2010 fand die Kinderausstellung Klangkörper im Mercedes-Benz-Museum statt – dort konnten Kinder musizieren, Schwingungen sichtbar machen und ihren eigenen Herzschlag hören.
- 2013 fand in den Räumlichkeiten des Mercedes-Benz-Museums erstmals ein Teil des Kinderfilmfestivals Tricks for Kids im Rahmen des 20. Internationalen Trickfilm-Festivals Stuttgart statt.
- Seit 2007 Open Air Kino an der Open Air Bühne[4]
- Seit 2011 Cars&Coffee[5]
- Seit 2011 Social Media Nights[6]
- Seit 2017 Mercedes-Benz Konzertsommer[7]
- Im August 2017 begleitete Nico Rosberg persönlich sein Siegerauto ins Mercedes-Benz-Museum und lernte anschließend noch rund 600 Fans bei einem Meet&Greet auf der Open-Air-Bühne kennen.[8]

## Mercedes-Benz Center
Das Mercedes-Benz Center verfügt über eine Verkaufs- und Ausstellungsfläche von 9.500 m² und eine Gesamtgeschossfläche von 36.000 m². Es ist über einen 100 m langen Verbindungsbau, der ein Restaurant und den Museums-Shop enthält, mit dem Mercedes-Benz-Museum verbunden.

## Zahlen, Daten und Fakten

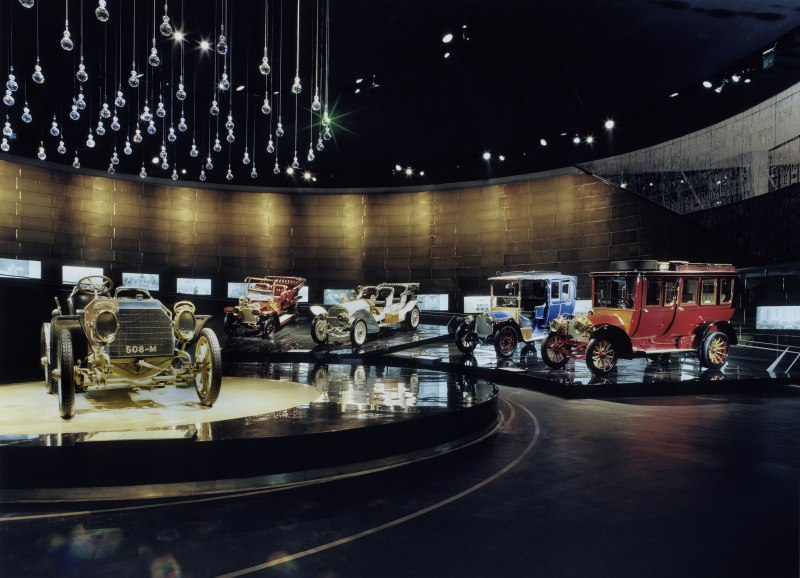
Mythosraum 2: Mercedes – Die Geburt der Marke, 1900 bis 1914

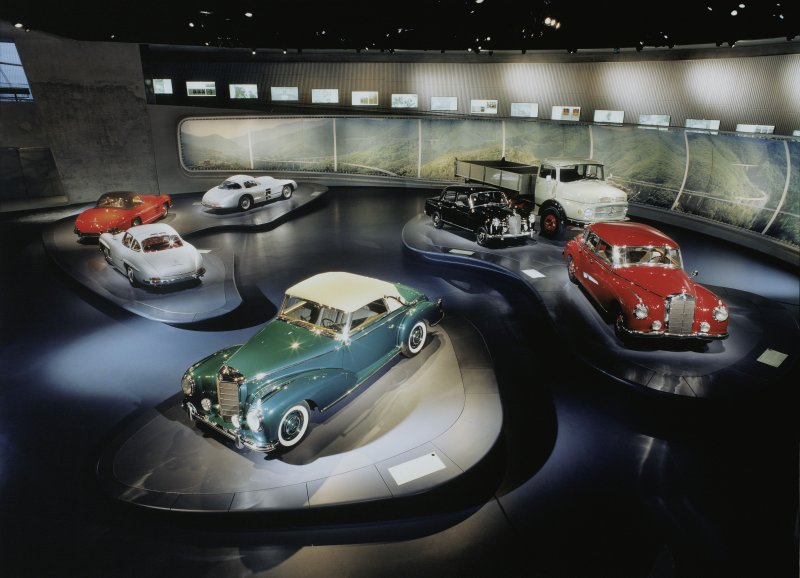
Mythosraum 4: Wunderjahre – Form und Vielfalt, 1945 bis 1960

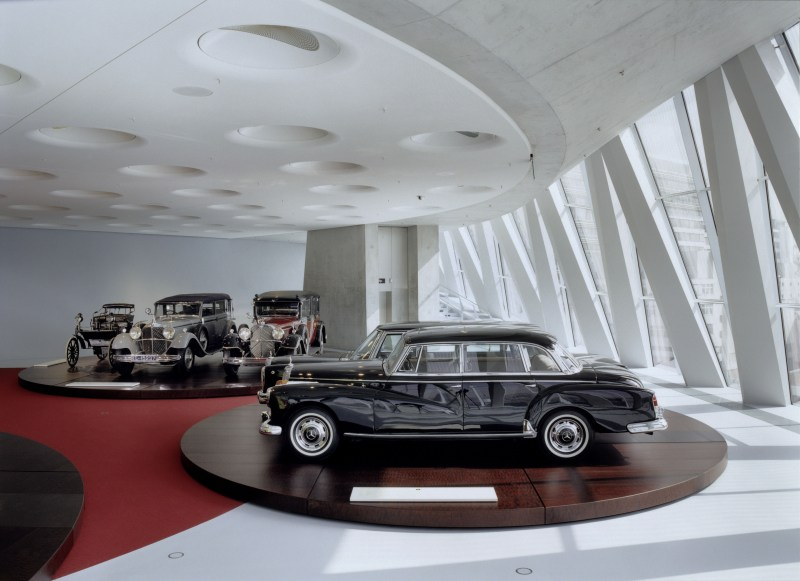
Collectionsraum 4: Galerie der Namen

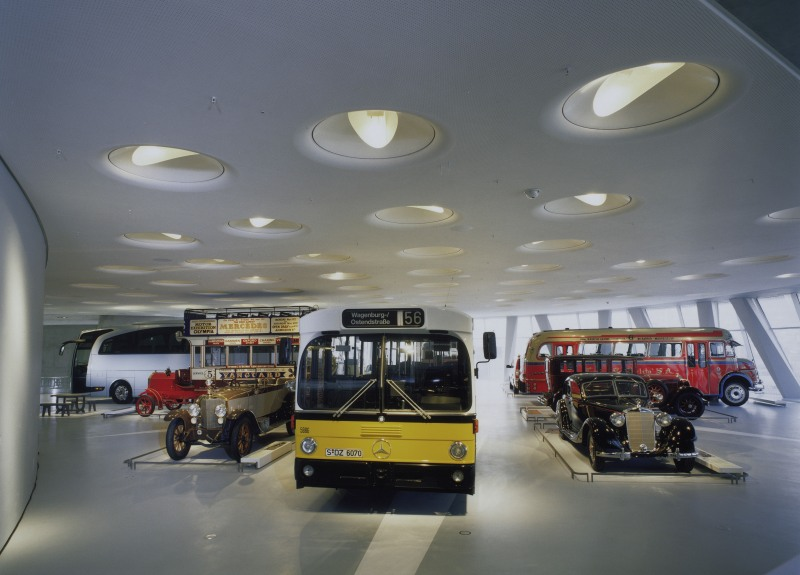
Mythosraum 5: Vordenker – Sicherheit und Umwelt, 1960 bis 1982

Das Museum ist das mit Abstand meistbesuchte der Stuttgarter Museen. 2017 waren es 876.109 Besucher. 2014 zählte das Museum 711.000, im Jahr 2013 noch 702.000 Besucher. Im April 2018 wurde der neunmillionste Besucher gezählt.
Bereits fünf Monate nach Eröffnung wurden im Oktober 2006 500.000 Besucher gezählt. Bis Juni 2007 konnte eine Million und bis September 2008 zwei Millionen Besucher gezählt werden. Bis zum Jahresende 2012 hatte das Museum knapp fünf Millionen Gäste.
| Architekt                                 | Architekt                                 | UNStudio, Ben van Berkel & Caroline Bos, Amsterdam |
| Museumsgestalter                          | Museumsgestalter                          | HG Merz, Stuttgart                                 |
| Gebäudehöhe                               | Gebäudehöhe                               | 47,5 m                                             |
| Umbauter Raum                             | Umbauter Raum                             | 210.000 m³                                         |
| Grundfläche                               | Grundfläche                               | 4800 m²                                            |
| Ebenen                                    | Ebenen                                    | 9                                                  |
| Gesamtgewicht                             | Gesamtgewicht                             | 110.000 t                                          |
| Ausstellungs- fläche                      | gesamt                                    | 16.500 m²                                          |
| Ausstellungs- fläche                      | Mythos                                    | 09.100 m²                                          |
| Ausstellungs- fläche                      | Collection                                | 05.300 m²                                          |
| Ausstellungs- fläche                      | Faszination Technik                       | 01.300 m²                                          |
| Ausstellungs- fläche                      | Club                                      | 0.0700 m²                                          |
| Anzahl der Exponate                       | Gesamt                                    | 1500                                               |
| Anzahl der Exponate                       | Fahrzeuge                                 | 160                                                |
| Anzahl der Exponate                       | Wasserfahrzeuge                           | 1                                                  |
| Anzahl der Exponate                       | Luftfahrzeuge                             | 2                                                  |
| Anzahl der Exponate                       | Motoren                                   | 19                                                 |
| Anzahl der Exponate                       | Fahrräder                                 | 1                                                  |
| Besucherweg durch das Museum              | üblich                                    | ca. 1½ bis 2 km                                    |
| Besucherweg durch das Museum              | längster                                  | 5 km                                               |
| Zahl der dreieckigen Außenglas-Scheiben   | Zahl der dreieckigen Außenglas-Scheiben   | 1800                                               |
| Im Beton verlegte Elektro- und Datenkabel | Im Beton verlegte Elektro- und Datenkabel | 630 km                                             |
| Im Beton verlegte Heizungsrohre           | Im Beton verlegte Heizungsrohre           | 100 km                                             |
| Menge des enthaltenen Heizwassers         | Menge des enthaltenen Heizwassers         | 33.000 l                                           |
| Anzahl der Leuchten im Gebäude            | Anzahl der Leuchten im Gebäude            | 12.000                                             |
| Gewicht des Medienrings in Raum Mythos 6  | Gewicht des Medienrings in Raum Mythos 6  | 14 t                                               |
| Zahl der Pläne während der Rohbauphase    | Zahl der Pläne während der Rohbauphase    | 35.000                                             |